# Узбеков, Шагибек
Шагибек Узбеков (баш. Шаһибәк Үзбәков; ?, Ахмерово, Уфимская губерния — 1920-е, Стамбул или Крым) — штабс-ротмистр Башкирской армии (1918—1919), член Башкирского военного совета.

## Биография
Шагибек Узбеков родился в селе Ахмерово Стерлитамакского уезда Уфимской губернии (ныне Ишимбайского района Республики Башкортостан).
Учился в русской школе в Стерлитамаке, затем продолжил обучение в медресе сёл Кузяново и Утяково, где одновременно преподавал русский язык. С 1914 года служил в царской армии, окончил военную школу. Принимал участие в Первой мировой войне, получил звание подпоручика.
С июня 1918 года служил в составе Народной армии в Уфе, затем в составе Башкирской армии.
Избран председателем кантональной управы Табынского кантона Башкурдистана. Являлся начальником Табынского добровольческого отряда. С октября 1918 года служил старшим адъютантом в Башкирском войсковом управлении. Затем в составе Башкирской отдельной стрелковой дивизии принимал участие в сражениях на Актюбинском фронте.
После перехода Башкирской армии на сторону РККА, остался на стороне белых и сформировал башкирский отряд. В 1919 году два башкирских отряда численностью 1000 штыков под руководством Шагибека Узбекова и Мусы Муртазина сражался против 20-й дивизии РККА. Позднее ушел на Украину к Деникину, а в 1920 году сражался в составе армии барона Врангеля в Крыму. В своем автобиографическом труде «Воспоминания» А. А. Валидов в одном месте указывает что Шагибек Узбеков получил ранения в Крыму, переправлен в Стамбул, где и умер, а в другом месте пишет что он погиб в Крыму.